# Patrick Dwyer
Patrick Dwyer, född den 3 november 1977, är en australisk före detta friidrottare som tävlade på 400 meter.
Dwyer deltog vid Olympiska sommarspelen 2000 där han blev sjua i sin semifinal på 400 meter. Tiden 45,70 räckte inte till att kvalificera sig till en final. Han deltog även vid Olympiska sommarspelen 2004 där han tillsammans med John Steffensen, Mark Ormrod och Clinton Hill deltog i stafetten över 4 x 400 meter där de slutade på en silverplats efter USA.

## Personliga rekord
- 400 meter - 44,73